# U-166 (1941)
| U-166                      | U-166 | U-166 |
| -------------------------- | --- | --- |
|                            | | |
|                            | | |
|                            | | |
| Під прапором               | Третій Рейх | Третій Рейх |
| Спуск на воду              | 1 листопада 1941 року | 1 листопада 1941 року |
| Виведений зі складу флоту  | 30 липня 1942 року | 30 липня 1942 року |
| Сучасний статус            | затоплений | затоплений |
| Проєкт                     | | |
| Тип ПЧ                     | Дизельний підводний човен | Дизельний підводний човен |
| Основні характеристики     | | |
| Швидкість (надводна)       | 17,9 вузла | 17,9 вузла |
| Швидкість (підводна)       | 7,0 вузла | 7,0 вузла |
| Робоча глибина занурення   | 100 м | 100 м |
| Гранична глибина занурення | 230 м | 230 м |
| Автономність плавання      | 63 милі (117 км) на швидкості 4 вузли (7,4 км/год) (у підводному положенні) 13 450 морських миль (24 910 км на швидкості 10 вузлів (19 км/год) (у надводному положенні) | 63 милі (117 км) на швидкості 4 вузли (7,4 км/год) (у підводному положенні) 13 450 морських миль (24 910 км на швидкості 10 вузлів (19 км/год) (у надводному положенні) |
| Екіпаж                     | 48 осіб | 48 осіб |
| Розміри                    | | |
| Довжина найбільша (по КВЛ) | 76,76 м | 76,76 м |
| Ширина корпусу найб.       | 6,76 м | 6,76 м |
| Висота                     | 9,6 м | 9,6 м |
| Середня осадка (по КВЛ)    | 4,70 | 4,70 |
| Водотоннажність надводна   | 1120 т | 1120 т |
| Озброєння                  | | |
| Артилерія                  | 1 × 88-мм палубна гармата SK C/32 | 1 × 88-мм палубна гармата SK C/32 |
| Торпедно- мінне озброєння  | 4 носових і два кормових ТА. 22 торпеди або 44 міни TMA чи 66 TMB | 4 носових і два кормових ТА. 22 торпеди або 44 міни TMA чи 66 TMB |
| ППО                        | 1 × 37-мм зенітна гармата SKC/30 2 × 20-мм зенітні гармати FlaK 30 | 1 × 37-мм зенітна гармата SKC/30 2 × 20-мм зенітні гармати FlaK 30 |

U-166 — німецький підводний човен типу IXC, часів Другої світової війни.
Замовлення на будівництво човна було віддане 25 вересня 1939 року. Човен був закладений на верфі «Deutsche Schiff und Maschinenbau AG» у Бремені 6 грудня 1940 року під заводським номером 705, спущений на воду 1 листопада 1941 року, 23 березня 1942 року увійшов до складу 4-ї флотилії. За час служби також перебував у складі 10-ї флотилії. Єдиним командиром човна був оберлейтенант-цур-зее Ганс-Гюнтер Кульманн.
За час служби човен зробив два бойові походи, в яких потопив 4 (загальна водотоннажність 7593 брт) судна.
Потоплений 30 липня 1942 року у Мексиканській затоці південно-східніше Нового Орлеана (28°40′ пн. ш. 88°30′ зх. д. / 28.667° пн. ш. 88.500° зх. д.) глибинними бомбами американського патрульного катера USS PC-566. Усі 52 члени екіпажу загинули.

## Потоплені та пошкоджені кораблі[3]
| Назва         | Тип               | Належність               | Дата          | Тоннаж (БРТ) | Вантаж                                | Статус    | Місце                                                       |
| Carmen        | Риболовне судно   | Домініканська Республіка | 11 липня 1942 | 84           |                                       | потоплено | 19°43′ пн. ш. 70°12′ зх. д. / 19.717° пн. ш. 70.200° зх. д. |
| Oneida        | Вантажне судно    | США                      | 13 липня 1942 | 2 309        | Баласт                                | потоплено | 20°17′ пн. ш. 74°06′ зх. д. / 20.283° пн. ш. 74.100° зх. д. |
| Gertrude      | Риболовне судно   | США                      | 16 липня 1942 | 16           |                                       | потоплено | 23°27′ пн. ш. 97°30′ зх. д. / 23.450° пн. ш. 97.500° зх. д. |
| Robert E. Lee | Пасажирське судно | США                      | 30 липня 1942 | 5 184        | Пасажири та 47 т генеральних вантажів | потоплено | 28°37′ пн. ш. 88°30′ зх. д. / 28.617° пн. ш. 88.500° зх. д. |